# Ljoedmyla Pavlenko
Ljoedmyla Volodimirvna Pavlenko (Oekraïens : Людмила Володимирівна Павленко) (Charkov, 16 september 1981) is een paralympisch sporter uit Oekraïne.
In 2014 haalde ze goud op de Paralympische Winterspelen 2014 in Sotsji op het onderdeel Cross-country 12km. Tevens haalde ze een bronzen medaille op de 10 km biatlon. 